# Makary (Đorđević)
Makary, imię świeckie Dragutin Đorđević (ur. 25 października 1903 w Koceljevie, zm. 22 marca 1978 w Nowym Sadzie) – serbski biskup prawosławny.

## Życiorys
Ukończył gimnazjum w Belgradzie, seminarium duchowne w Sremskich Karlovcach, a następnie studia teologiczne na Uniwersytecie Belgradzkim. Wieczyste śluby mnisze złożył w 1924 w monasterze Kalenić. W 1924 został wyświęcony na hierodiakona przez biskupa braniczewskiego Mitrofana, zaś rok później – na hieromnicha przez biskupa górnokarłowackiego Hilariona. Kolejno pełnił funkcje katechety w Sremskiej Mitrovicy, kierownika szkoły przy monasterze Dečani oraz przełożonego monasteru Rakovica.
W 1947 został wyświęcony na biskupa budimljańsko-polimskiego. Na urzędzie tym pozostawał przez osiem lat, następnie został przeniesiony na katedrę sremską, którą zarządzał do końca życia. Został pochowany na terenie monasteru Krušedol.